# Largo (andamento musical)
Largo é um andamento musical, sendo uma das indicações de tempo mais lentas da música clássica, que deve ser tocada de forma grave e larga.
Sua equivalência metronômica varia entre 40 e 60 batidas por minuto.